# رشيد عالي الكيلاني
رشيد عالي الكيلاني (1892 - 1965) سياسي عراقي ورمز من الرموز الوطنية العراقية، شغل منصب رئيس الوزراء ثلاث مرات أثناء العهد الملكي في العراق حيث كان رئيسًا للوزراء في الأعوام 1933، 1940، 1941. واشتهر الكيلاني بمناهضته للإنجليز ودعوته لتحرير الدول العربية من المستعمر ولتحقيق الوحدة فيما بينها، وهو من ذرية عبد القادر الكيلاني صاحب الطريقة الصوفية «القادرية» الشهيرة في البلدان العربية.

## نشأته
ولد في بعقوبة في محافظة ديالى من عائلة بغدادية سياسية لامعة حيث كان من أقرباء عبد الرحمن الكيلاني النقيب أول رئيس للوزراء في العراق. وعند تأسيس الحكومة العراقية، في سنة 1921م شغل منصب الحاكم في محكمة التمييز والاستئناف وصار أستاذًا في كلية الحقوق. بدأ حياته السياسية متنقلًا في عدة مدن بين إسطنبول وبغداد والبصرة والموصل من خلال عمله في الجمعيات السرية التي كانت تنادي باستقلال العراق والوطن العربي عن الدولة العثمانية.
وبعد استقلال العراق، وفي عام 1924 رشح وزيرا للعدل في حكومة ياسين الهاشمي. ثم رشح وزيرًا للداخلية في وزارة عبد المحسن السعدون الثانية عام 1925م. ثم ما لبث أن عين رئيسا للديوان الملكي في عهد الملك غازي الأول.
لرشيد الكيلاني عدد من العلاقات المهمة التي لعبت دورا في تأسيس المملكة العراقية من خلال عملهِ الوطني أبان حكم الدولة العثمانية، فكانت له علاقات احترام مع الملك فيصل الأول ومن ثم نجله غازي الأول، وكذلك كان يتمتع بعلاقات ود شخصية مع عبد المحسن السعدون وجعفر العسكري وعبد الوهاب النعيمي، أعضاء المجلس التاسيسي العراقي.
وكان الكيلاني سياسيًا ذو توجهات قومية عربية وكان من المعارضين لأي تدخل لسياسة بريطانيا في شؤون العراق. وبنى مواقفهِ المناهضة للاحتلال الإنكليزي عرفانًا لآثار الملك غازي الذي عرف بالوطنية والذي توفي في حادث سيارة غامض.

## حكومة الإنقاذ الوطني

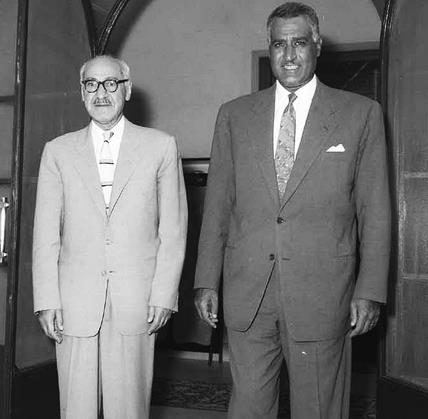
رشيد عالي باشا مع جمال عبد الناصر

شكّل الكيلاني وزارته الجديدة والتي سميت بحكومة الإنقاذ الوطني، إبان الحرب العالمية الثانية في مايو/أيار عام 1941، من الضباط القدامى من زملائه في الجمعيات السرية التي كانت تدعو لاستقلال العراق وهم القادة الأربعة المعروفين بالمربع الذهبي برئاسة العقيد صلاح الدين الصباغ وهم كل من فهمي سعيد ومحمود سلمان وكامل شبيب، ويونس السبعاوي، ومن ورائهم كان العديد من القيادات العسكرية وهم العقيد عبد الوهاب الشيخ علي الغصيبة والمقدم عبد العزيز الشيخ علي وشيئا فشيئًا تبنى إجراءات وطنية مناهضة لبريطانيا ذات اليد الطولى في العراق، وقد اعتمد بشكل كبير مع حليفهِ مفتي القدس الشيخ أمين الحسيني على انتصار دول المحور في الحرب العالمية الثانية، فمتّن علاقاته بألمانيا وإيطاليا وزار ألمانيا والتقى بهتلر حيث أنشأ من برلين محطة إذاعة عربية سميت إذاعة «حيو العرب من برلين» (إذاعة برلين العربية) والتي كان يديرها الإعلامي العراقي المعروف يونس بحري وكانت تدعو لنصرة العرب وتحرير الدول العربية التي كانت تحت الهيمنة البريطانية والفرنسية وكانت ضد سياسة الهجرات اليهودية المتعاظمة إلى فلسطين.
أخذ الألمان ينظرون لرشيد الكيلاني وأمين الحسيني على أنهما القادة الثوريين والوطنيين للعرب التواقين للتحرر من دول الحلفاء كبريطانيا وفرنسا، واستطاع إقناع هتلر بأنه لا توجد أي أطماع لألمانيا في العراق أو أي دولة عربية بدليل لم تحتل ألمانيا أي من الولايات العربية بعد انهيار الدولة العثمانية.

رشيد عالي الكيلاني مع أدولف هتلر.

تشجع الكيلاني للعب دور الزعيم العربي مع رفيقه أمين الحسيني وأخذ يطلق التصريحات والبيانات للقادة والجيوش العربية بضرورة الانتفاض ضد الهيمنة البريطانية والفرنسية. وحث مصر وسوريا على الثورة ضد المستعمر منبها لخطر المخططات الأجنبية لمنح أرض فلسطين لليهود، وخص الجيش المصري بخطاب يحثه على مقاومة الإنكليز من خلال دعم وتأييد الألمان ودول المحور. ولاقت دعوته صدى لدى مصر حيث بدأ الملك فاروق يؤيد من طرف خفي تحركات الألمان لاسيما في معارك طبرق وليبيا وصولًا للعلمين غرب مصر. وبعد مهادنة الملك فاروق للإنجليز أصدر الكيلاني بيانًا يحث الجيش المصري بالانتفاض على الملك ولقيت دعوة الكيلاني التفهم والترحيب لدى القادة العسكريين المصريين. وكانت لطروحاته وشعاراته الثورية والتحررية من خلال إذاعة برلين العربية الأثر في نفوس ثوار مصر للإطاحة بحكم الملك فاروق في ثورة 23 يوليو عام 1952، لا سيما بعد أن تعمق هذا الإحساس بعد حرب 1948م.
لقد كان الملك فيصل الثاني طفلا بعد وفاة والده الملك غازي، وكان العراق تحت وصاية خاله الأمير عبد الأله الذي كان من المناصرين لبريطانيا. ولكن الوصي على العرش لم يستطع مقاومة التيار العربي في وزارة الكيلاني الذي لم يسمح للقوات البريطانية باستخدام الأراضي العراقية أثناء الحرب العالمية الثانية ضد دول المحور، ورفض الدعوات التي وجهت إليه بقطع العلاقات الدبلوماسية مع إيطاليا التي كانت حليفة لألمانيا أثناء الحرب بالإضافة إلى ذلك أرسل الكيلاني ناجي شوكت ليعقد صفقة سرية مع الألمان من خلال السفير الألماني في تركيا.
كل هذه المواقف السياسية أدت إلى فرض حصار اقتصادي على العراق من قبل بريطانيا. وعندما وصل إلى أسماع الوصي على العرش عبد الأله بأن رشيد الكيلاني يدبر لإقصائه عن وصاية عرش العراق هرب عبد الإله وغادر العراق مما فسح المجال لتنصيب الشريف شرف وصيا على العرش بدلاً عن سمو عبد الإله. ونتيجة لهذه الأحداث نزلت القوات البريطانية في مدينة البصرة وتوجهت نحو العاصمة بغداد مما حدى برشيد الكيلاني إلى اللجوء إلى المملكة العربية السعودية.
ولقد بقي الكيلاني في السعودية إلى أن أُطيح بالنظام الملكي في العراق في حركة 14 يوليو / تموز 1958. حيث عاد الكيلاني إلى العراق وبلغ من العمر 66 عاما، وأخذ ينتقد سياسة رئيس الوزراء عبد الكريم قاسم الفردية وحوكم بتهمة محاولة قلب نظام الحكم مع مجموعة من السياسيين أمثال ناظم الطبقجلي، ورئيس الوزراء الأسبق أحمد مختار بابان، والعقيد رفعت الحاج سري، وغيرهم وسرعان ما أُخلي سبيله مع أحمد مختار بابان.

## مدح الكيلاني
قال الدكتور تقي الدين الهلالي في قصيدة يُحيي الزعيم العراقي رشيد عالي الكيلاني أذيعت في محطة برلين سنة 1941م:

## مؤلفاته
للسيد رشيد عالي الكيلاني مؤلفات عديدة وأغلبها قانونية بحكم عمله ، أستاذا للقانون وبالذات العلوم الجزائية في مدرسة الحقوق العراقية وعضوا في محكمة الأستأناف العراقية ، ومن أهم كتبه:
- مسالك قانون العقوبات
- نظريات أصول المرافق الجزائية
- النظريات العامة في الحقوق الجزائية: وقف على طبعه السيد منير القاضي وطبع بمطبعة دنكور الفلاح ببغداد 1341 هجرية - 1922 ميلادية.[5]
- له مذكرات، لم تُطبع.[6]

## وفاته
غادر رشيد عالي الكيلاني العراق بعد إخلاء سبيله من تهمة التآمر، وسافر إلى لبنان وبقي فيها لغاية وفاتهِ في بيروت عام 1965م. ونقل جثمانه إلى بغداد، وشيّع في موكب مهيب حضره أعيان بغداد وبعض الوزراء ودفن في الحضرة القادرية.